# Vrbovečki Pavlovec
 Vrbovečki Pavlovec  falu Horvátországban Zágráb megyében. Közigazgatásilag Vrbovechez tartozik.

## Fekvése
Zágrábtól 37 km-re, községközpontjától 3 km-re északkeletre fekszik.

## Története
A települést 1460-ban említik először, mint a rakolnok-verebóci uradalom felső részén fekvő birtokot. 1496-ban itt tevékenykedett az uradalmi bíróság.
1857-ben 121, 1910-ben 249 lakosa volt. Trianonig Belovár-Kőrös vármegye Kőrösi járásához tartozott. 2001-ben 366 lakosa volt.

## Lakosság
| Lakosság változása | Lakosság változása | Lakosság változása | Lakosság változása | Lakosság változása | Lakosság változása | Lakosság változása | Lakosság változása | Lakosság változása | Lakosság változása | Lakosság változása | Lakosság változása | Lakosság változása | Lakosság változása | Lakosság változása |
| ------------------ | ------------------ | ------------------ | ------------------ | ------------------ | ------------------ | ------------------ | ------------------ | ------------------ | ------------------ | ------------------ | ------------------ | ------------------ | ------------------ | ------------------ |
| 1857               | 1869               | 1880               | 1890               | 1900               | 1910               | 1921               | 1931               | 1948               | 1953               | 1961               | 1971               | 1981               | 1991               | 2001               |
| 121                | 133                | 148                | 201                | 238                | 249                | 281                | 275                | 300                | 297                | 303                | 290                | 300                | 355                | 366                |

## Külső hivatkozások
Vrbovec város hivatalos oldala